# NGC 3400
NGC 3400 (również PGC 32499 lub UGC 5949) – galaktyka spiralna z poprzeczką (SBa), znajdująca się w gwiazdozbiorze Małego Lwa. Odkrył ją William Herschel 11 kwietnia 1785 roku.